# Hermen Anglada Camarasa
Pour les articles homonymes, voir Camarasa (homonymie) et Anglada.
Hermen Anglada i Camarasa (en catalan) ou Hermenegildo Anglada Camarasa (en espagnol), plus connu comme Anglada-Camarasa, né à Barcelone le 11 septembre 1871 et mort à Port de Pollença en 7 juillet 1959 , est un peintre et lithographe postimpressionniste espagnol.

## Biographie

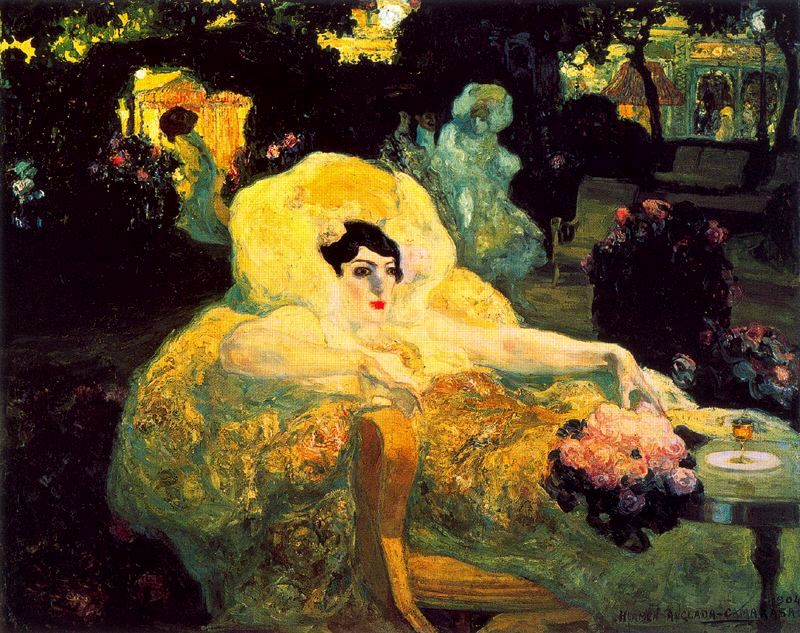
Le Paon blanc, 1904

Né à Barcelone, Hermenegildo Anglada Camarasa y étudia à l'Escola de la Llotja. À ses débuts, son travail possédait la marque académique de son  professeur, Modest Urgell.
En 1894, il s'installa à Paris où il adopta un style plus personnel, empruntant à ceux d'Edgar Degas et d'Henri de Toulouse-Lautrec, influencé par leurs interprétations de sujets nocturnes et d'intérieur. Il étudia à l'Académie Julian et à l'Académie Colarossi.
Depuis l'accueil sensationnel réservé au Salon de 1882 à John Singer Sargent, avec El Jaleo le thème liés à la danse flamenco ont connu un attrait particulier à Paris, où le romantisme littéraire et artistique s'était tout particulièrement attaché à la danse espagnole. C'est ainsi que c'est à Paris et non en Espagne, qu'Anglada Camarasa entre en contact avec le monde gitan qui lui fournira, au moins à partir de 1901, l'un des thèmes les plus typiques et les plus récurrents de sa carrière.
L’impact à Paris de l’esthétique des Ballets russes de Diaghilev fut déterminant pour le développement de son œuvre.
En 1902, il participe à l'exposition de La Libre Esthétique de Bruxelles et au Schulte Kunstsalon de Berlin. Il expose ensuite à l'international, à Londres, à la Biennale de Venise et aux expositions de la Sécession de Munich et de Berlin.
Son voyage à Valence durant l’été 1904, est centré sur la culture traditionnelle espagnole, avec son décorativisme marqué dans lequel le véritable protagoniste est le chromatisme des costumes.
A Paris, où il synthétise ces dans son travail. Son succès se fait particulièrement ressentir en Europe avec une réception très favorable à son œuvre, notamment en Italie et chez les artistes de l’Ecole moderne Russe comme Maksim Gorka, Vsevolod Meyerhold et Vasili Kandinsky parmi lesquels se trouvent ses plus fervents admirateurs. Son influence va jusqu’à toucher de jeunes artistes à l’instar de Pablo Picasso, de dix ans son cadet, avec qui il se lie lors de son séjour à Montmartre ; ou encore María Blanchard (1881-1932) qui fut son élève entre 1908 et 1913.
Jusqu’en 1914, il participe à de nombreuses expositions internationales : Munich, Venise (Biennales VI, VII et XI), Paris (Salon national, Salon d'Automne et Salon des Orientalistes), Barcelone, Berlin, Londres, Zurich, Buenos Aires (Grand Prix, 1910), Rome (Grand Prix, 1911), Prague et Moscou.
Lorsque éclate la Première Guerre mondiale, il s'installe à Pollença, sur l'île de Majorque.
Pendant la Guerre d'Espagne, il revient à Paris avant de s'installer dans la petite station thermale de Pougues-les-Eaux dans la Nièvre.
Il s'éteint en 1959 à Majorque, déconnecté de l'évolution des tendances artistiques.

### Autres élèves
- Charles Ginner (1878-1952), peintre britannique, en 1904 à l'Académie Vitti ;
- Margaret Jordan Patterson (1867-1950), artiste américaine ;
- Amadeo de Souza-Cardoso (1887-1918), peintre portugais.

## Œuvre
Au sommet de sa carrière, il se tourne vers les grands formats, des compositions plus complexes et un choix de couleurs plus intenses et plus pures.
Son œuvre est surtout marquée par la lascivité, l'exubérance et l'utilisation de couleurs intenses, ce qui présage l'arrivée du fauvisme. Son coup de pinceau vif révèle de fortes influences orientales et arabiques. Rallié au mouvement de la sécession viennoise, son style décoratif peut se comparer à celui de Gustav Klimt.
- Paysage, 1889, huile sur toile, 100 × 150 cm, Musée de la Reine Sofia, Madrid[6]
- Nocturne de Paris, vers 1900, Huile sur toile, 22 × 35 cm, Musée national d'art de Catalogne, Barcelone[7]
- Le Bal blanc, vers 1900, Huile sur toile, 49 × 75 cm, Musée national d'art de Catalogne, Barcelone[8]
- Démarche gitane, 1902, huile sur toile, 113 × 146 cm, Musée de la Reine Sofia, Madrid[9]
- La Gitane des grenades, vers 1904, Huile sur toile, 114 × 147 cm, Musée de la Reine Sofia, Madrid[10]
- Noce à Valence, 1906, Huile sur bois, 82 × 120 cm, Musée Goya, Castres[11]
- Noce à Séville ("Opale"), 1906, Huile sur bois, 80 × 125 cm, Centre Pompidou, Paris[12]
- L'Amie de Benimamet, 1906, Huile sur toile, 140 × 175 cm, Musée de la Reine Sofia, Madrid[13]
- Le Chat rose, vers 1908, huile sur toile, 104 × 190 cm, Collection privée, vente 2018[4]
- Les Filles de Valence, 1909, huile sur toile, 80 × 108 cm, Collection privée, vente 2006[14]
- Nue sous la vigne, 1909-1910, Huile sur toile, 140 × 85 cm, Musée des beaux-arts de Bilbao[15]
- Les Opales, 1909-1910, huile sur toile, 85 × 151 cm, Musée national des Beaux-Arts (Argentine), Buenos Aires[16]
- Fête de Valence, 1909-1911, huile sur panneau, 81 × 122 cm, Collection privée, vente 2013[17]
- Filles de Burriana (Falleras), 1910-1911, huile sur toile, 148 × 211 cm, Museum of the Hispanic Society of America, New York[18]
- Sonia de Klamery (en pied), 1913, huile sur toile, 188 × 126 cm, Musée de la Reine Sofia, Madrid[19]
- Sonia de Klamery allongée), vers 1913, Huile sur toile, 187 × 200 cm, Musée de la Reine Sofia, Madrid[20]
- Papillon de nuit, vers 1913, Huile sur toile, 198 × 105 cm, Musée national d'art de Catalogne, Barcelone[21]
- La Femme de Grenade, vers 1914, Huile sur toile, 195 × 125 cm, Musée national d'art de Catalogne, Barcelone[2]
- Danse gitane, 1914-1921, Huile sur toile, 71 × 101 cm, Musée Thyssen-Bornemisza, Madrid[1]
- Les Llédoniens de Bóquer, vers 1918, Huile sur toile, 137 × 213 cm, Musée national d'art de Catalogne, Barcelone[22]
- Duchesse de Dúrcal, 1922, Huile sur toile, 192 × 121 cm, Musée de la Reine Sofia, Madrid[23]
- Pin de Formentor, 1922, Huile sur panneau, 63 × 49 cm, Musée d'art contemporain Es Baluard, Palma de Majorque[24]
- Nature morte sous une tonnelle, 1934, Huile sur toile, 83 × 108 cm, Musée national d'art de Catalogne, Barcelone[25]
- Vase de fleurs, 1935, Huile sur toile, 83 × 83 cm, Musée national d'art de Catalogne, Barcelone[26]
- Arrivée du pèlerinage du riz, 1940-1945, Huile sur toile, 86 × 122 cm, Musée de la Reine Sofia, Madrid[27]86x122cm

Dates non documentées
- Montserrat, huile sur toile, 83 × 83 cm, Collection privée, vente 2022[28]
- Le Pinaret, huile sur toile, 48 × 59 cm, Collection privée[5]

A documenter[réf. nécessaire]
- Espagne
  - Fondation La Caixa ("Gran Hotel"), Palma de Majorque[29] : 85 tableaux, 182 dessins, 54 estampes, 4 lithographies, 3 sculptures et 194 objets personnels
  - Bibliothèque-musée Víctor Balaguer, Barcelone : Le Pont, Moulin Rouge, Figures, Effet de nuit
  - Fondation Caixa Galicia, La Corogne : Mujer en jardín, París
  - Musée des beaux-arts de Valence : Paisaje desde Montserrat
- États-Unis
  - Museum of the Hispanic Society of America, New York : Portrait de l'épouse de l'artiste

## Postérité
Le dernier atelier qu'il a occupé à Puerto de Pollensa à Majorque a été transformé en musée en 1967.